# Kufayrat Abu Khinan
 Kufayrat Abu Khinan  este un oraș din Guvernoratul Madaba din nord-vestul Iordaniei.
Se află la câțiva kilometri nord de Madaba.